# Euxoa azif
Euxoa azif là một loài bướm đêm trong họ Noctuidae.